# Igor Witkowski
Igor Witkowski (ur. 1963 w Warszawie) – polski pisarz i dziennikarz zajmujący się najnowszą techniką wojskową, historią II wojny światowej oraz ufologią. Z wykształcenia fizyk.

## Życiorys
W 1992 był redaktorem naczelnym miesięcznika „Technika Wojskowa”, napisał ok. 100 artykułów i kilkadziesiąt książek. Występował sporadycznie w audycjach telewizyjnych i radiowych związanych z tematami II wojny światowej, nazizmu czy też szeroko pojętego UFO. Współpracuje z Fundacją Nautilus.

## Twórczość
- Czołgi świata, 1993, WIS
- Lekkie i średnie opancerzone wozy bojowe, 1994, WIS
- Broń przeciwpancerna, 1996, Lampart
- Wizyty z nieba: Czy Däniken miał rację?, 1996, WIS-2, ISBN 83-903463-2-X.
- UFO – przełom?, 1997, WIS-2
- Czołgi '97, 1997, Wyd. WIS-2
- Leopard-2 (zeszyt formatu A-4, wspólnie z Dariuszem Użyckim), 1997, Lampart
- Supertajne bronie Hitlera, 2000–2001, WIS-2 (8 tomów)
- Supertajne bronie Islamu, 2001, WIS-2, ISBN 83-88259-00-8.
- Hitler – Stalin: oblicza propagandy, 2001, WIS-2
- Kronika hitlerowskich tajemnic, 2004, WIS-2, ISBN 83-88259-17-2.
- Moje poszukiwania, 2004 (data przybliżona), ISBN 83-88259-19-9.
- Czwarta rzesza. Poszukiwania fortuny nazistów, 2005, WIS-2, ISBN 83-88259-26-1.
- Gestapo: Anatomia systemu, 2005, ISBN 83-88259-24-5.
- Hitler. Pytania niepostawione, maj 2005, WIS-2
- Broń Wehrmachtu w kolorze, październik 2005, WIS-2, ISBN 83-88259-22-9.
- Al Kaida teraz Polska!, listopad 2005, WIS-2, ISBN 83-88259-25-3.
- Germania: Plany III Rzeszy na okres powojenny, 2006, WIS-2, ISBN 978-83-88259-57-9.
- Kod Adolfa Hitlera, 2006, WIS-2 (2 tomy)
- Podziemne królestwo Hitlera, 2006, WIS-2 (2 tomy)
- Podziemna reduta Hitlera, kwiecień 2006, WIS-2
- Prawda o Wunderwaffe, 2007, WIS-2 (2 tomy)
- Nieznane operacje służb specjalnych III Rzeszy, 2007, WIS-2
- Wewelsburg zamek świętego graala SS, 2008, WIS-2, ISBN 978-83-88259-39-5.
- Propaganda Trzeciej Rzeszy, 2008, WIS-2, ISBN 978-83-88259-40-1.
- Riese – poszukiwania największej tajemnicy Hitlera (wspólnie z Piotrem Kałużą), 2008, WIS-2
- Broń pancerna Trzeciej Rzeszy (2 tomy), 2008, 2001, WIS-2
- U-Booty – historia niemieckich okrętów podwodnych, 2009, WIS, ISBN 978-83-88259-45-6.
- Hitler w Argentynie i Czwarta Rzesza, 2009, WIS, ISBN 978-83-88259-46-3.
- Wilkołaki Hitlera, 2009, WIS, ISBN 978-83-88259-47-0.
- OŚ ŚWIATA. Ślady najstarszej ziemskiej cywilizacji, 2009, WIS, ISBN 978-83-88259-48-7.
- Chrystus i UFO, 22 września 2009, WIS, ISBN 978-83-88259-49-4.
- Broń strategiczna Trzeciej Rzeszy, 3 marca 2010, WIS, ISBN 978-83-88259-50-0.
- Broń rakietowa w drugiej wojnie światowej, 2010, WIS-2
- Broń strategiczna Trzeciej Rzeszy, 2010, WIS-2
- Japońskie Wunderwaffe, 2010, WIS-2
- Broń rakietowa w II wojnie światowej, 3 marca 2010, WIS-2, ISBN 978-83-88259-53-1.
- Nowa Prawda o Wunderwaffe, 2011, WIS-2
- Jak Bin Laden pokona Amerykę. Plan wojny gospodarczej 2011/2012, 7 września 2010, WIS, ISBN 978-83-88259-55-5.
- Umysł Hitlera, 2011, WIS-2
- 2012 – początek nowej ery, 2012, WIS, ISBN 978-83-88259-66-1.
- Tajne projekty Trzeciej Rzeszy, 2012, WIS-2, ISBN 978-83-88259-61-6.
- Projekty badawcze Waffen-SS, 2014, WIS-2, ISBN 978-83-88259-76-0.
- Uzbrojenie i wyposażenie Waffen-SS (wspólnie ze Stanisławem M. Łukasikiem, Maciejem Schwarzem i Maciejem Wyszkowskim), WIS-2, 2014, ISBN 978-83-88259-77-7.
- Niewykorzystany arsenał Hitlera, 2015, WIS-2, ISBN 978-83-88259-82-1.